# Voo Adam Air 574
O Voo Adam Air 574 foi um voo doméstico de passageiros operado pela Adam Air entre as cidades indonésias de Surabaia e Manado, que caiu perto de Polewali em Celebes. Em 1 de janeiro de 2007, a aeronave decolou de Surabaia para Manado com 102 pessoas a bordo. Enquanto estava sobrevoando o Estreito de Macáçar, a aeronave perdeu o controle e caiu matando todos 102 ocupantes a bordo.

## Aeronave

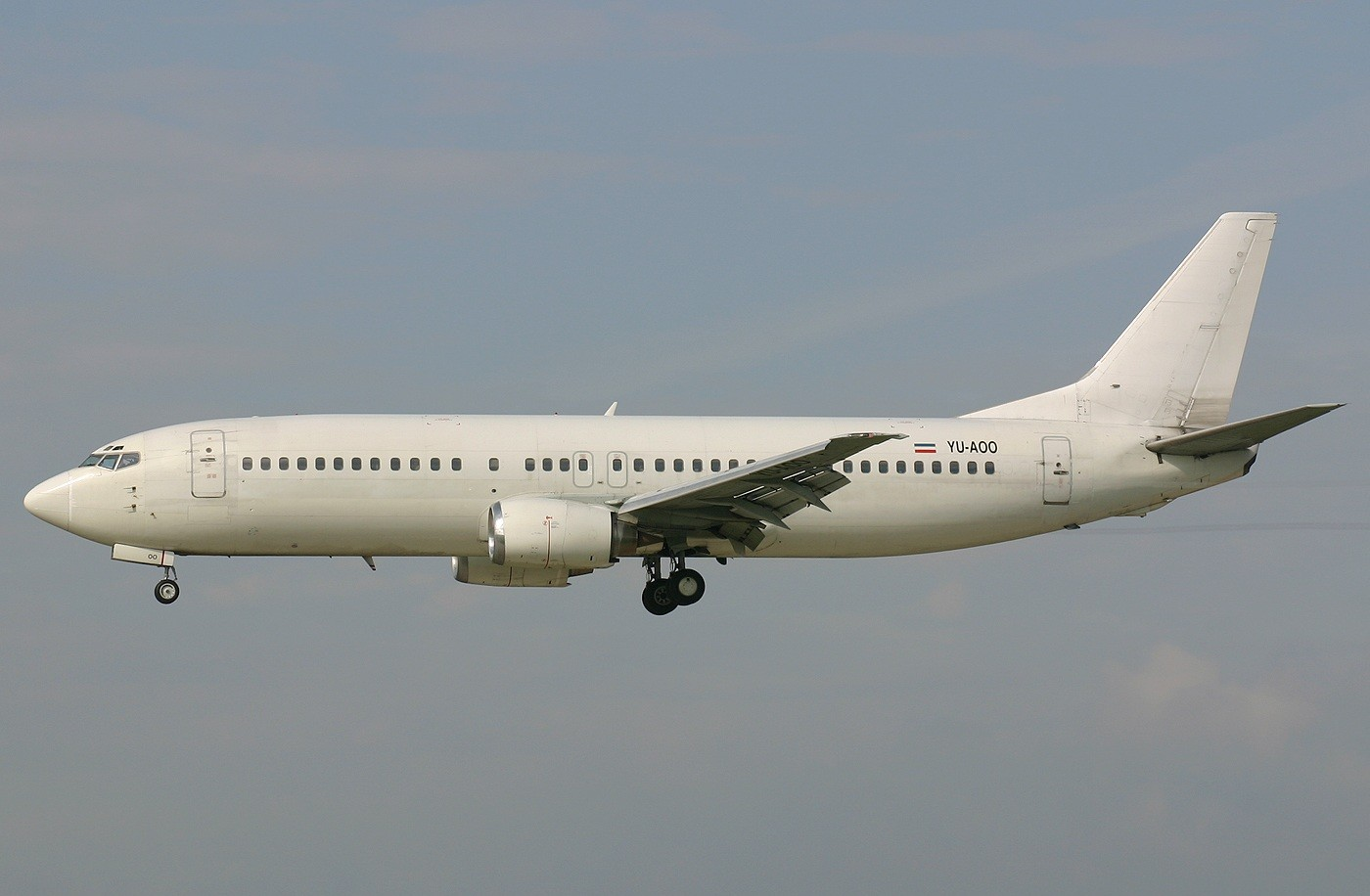
A aeronave envolvida enquanto ainda era operada pela Jat Airways, em 2005

O avião, era um Boeing 737-4Q8 prefixo PK-KKW.

## Acidente

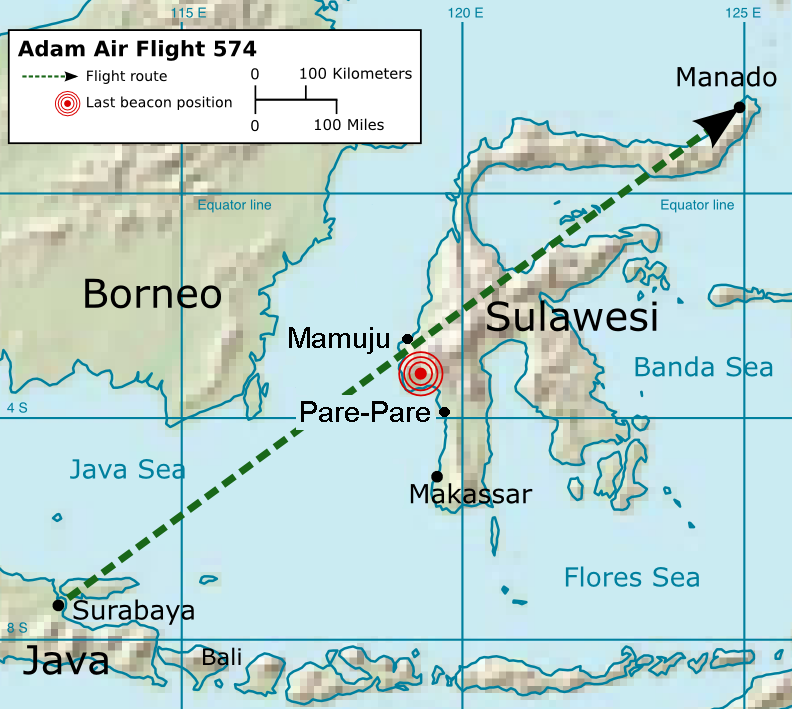
Rota do voo, de Surabaia para Manado

A aeronave caiu no oceano, e apenas alguns pequenos pedaços de destroços foram recuperados. Após uma longa discussão sobre quem pagaria os custos do resgate os gravadores de voz (CVR) e dados (FDR), conhecidos como "caixas pretas", foram encontrados no oceano, em 28 de Agosto de 2007, enquanto o esforço para salvar alguns grandes pedaços de destroços continuou.

## Investigação
Uma completa investigação nacional foi imediatamente lançada, descobrindo várias questões relativas à manutenção da companhia aérea como um todo, incluindo um grande número relativo à aeronave acidentada. O relatório final, divulgado em 25 de Março de 2008, concluiu que os pilotos perderam o controle da aeronave depois que eles ficaram preocupados com a solução de problemas do sistema de referência inercial (IRS) e inadvertidamente desligaram o piloto automático. A aeronave desviou do curso rumo a uma grande tempestade, desaparecendo dos radares.

## Consequências
O voo 574 foi um dos vários acidentes aéreos ocorridos na Indonésia. Esses acidentes contribuíram para uma grande discussão sobre a segurança dos transportes na Indonésia, culminando com os Estados Unidos rebaixando a nota de segurança das empresas aéreas indonésias e a União Europeia banindo toda a frota indonésia do seu espaço aéreo.